# FREE YOUR MIND
「FREE YOUR MIND」（フリーユアマインド）は、2016年11月2日に発売されたflumpoolの15枚目のシングルである。

## 解説
シングルは初回限定盤、通常盤、オフィシャルファンクラブINTERROBANG会員限定のINTERROBANG ONLY EDITION“INTERRO盤”でリリースされた。初回限定盤の特典にはDVD「flumpool 7th tour 2016『WHAT ABOUT EGGS?』at 東京国際フォーラム Special Selection LIVE OPENING」が封入されている。INTERROBANG ONLY EDITION“INTERRO盤”はファンクラブ会員のみ購入することができる。

## 収録曲

### CD
すべて楽曲の作詞：山村隆太、作曲：阪井一生。
1. FREE YOUR MIND 
「スカパー!オンデマンド」のCMソング
2. ムーンライト・トリップ 
COUNTDOWN LIVE 2016→2017「FOR ROOTS」テーマソング
3. labo 
live at FM802 MEET THE WORLD BEAT 2016
4. Blue Apple & Red Banana 
live at SWEET LOVE SHOWER 2016

### 初回限定盤特典DVD
全国ツアー「WHAT ABOUT EGG?」のツアーファイナル公演にてメンバーの選択によって選ばれた10曲をフルコーラスが収録されている。
1. 解放区
2. Sprechchor
3. DILEMMA
4. 絶体絶命!!!
5. 産声
6. 夜は眠れるかい?
7. Blue Apple & Red Banana
8. Hydrangea
9. World beats
10. 花になれ